# Pach Brothers

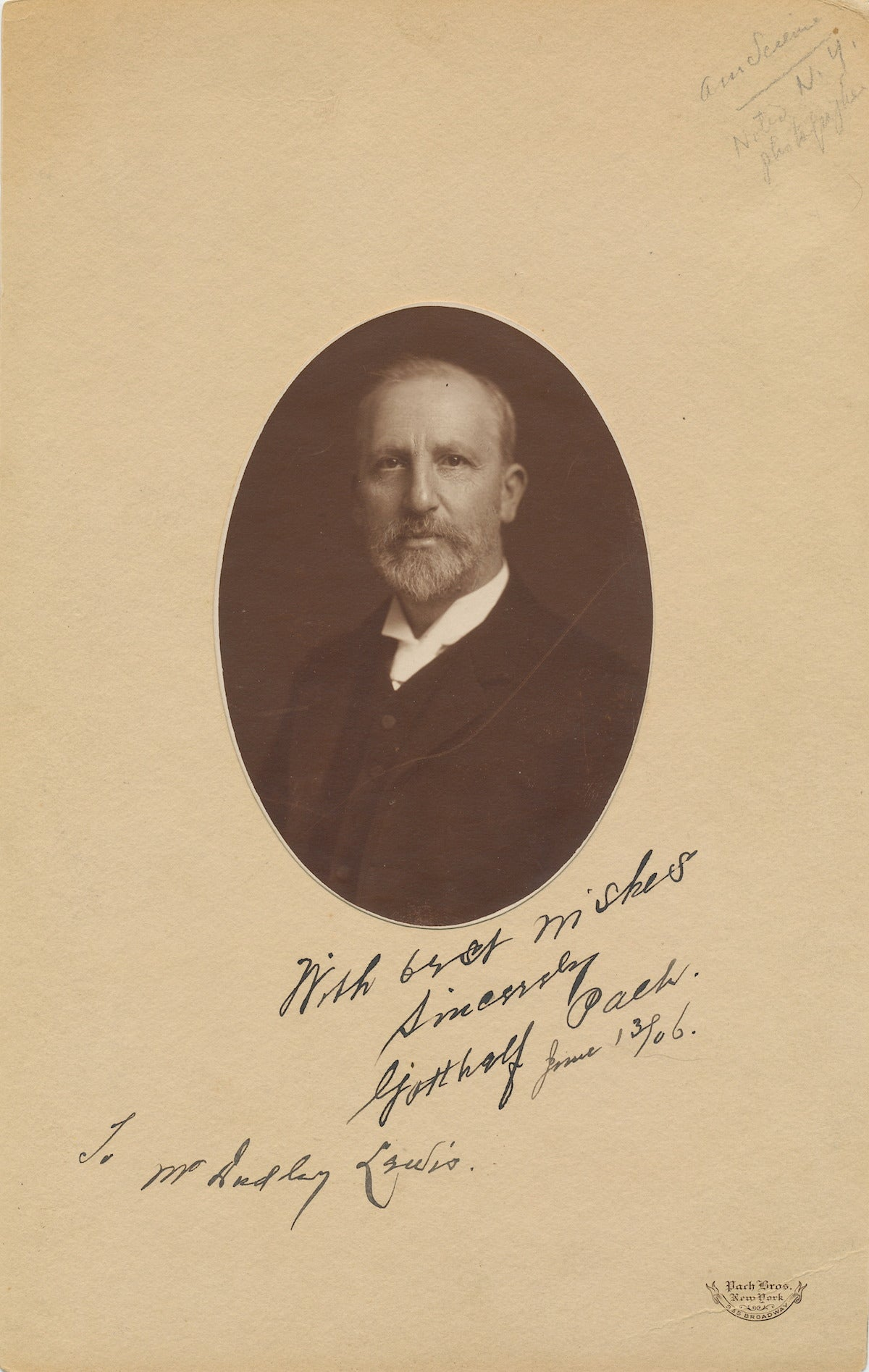
Gotthelf Pach (1906), portrait autographe.

Pach Brothers est un studio photographique américain fondé en 1867 par trois frères d'origine allemande, Gustavus, Gotthelf et Morris Pach. Longtemps établi à New York, disparu en 1994, ses archives photographiques contiennent un grand nombre de portraits de personnalités liées à la vie culturelle et politique des États-Unis.

## Histoire du studio
Nés à Berlin, fils d'émigrants arrivés aux États-Unis au début des années 1850, les frères Gustavus Pach (1848–1904), Gotthelf Pach (1852–1925) et Morris Pach (1837–1914) fondent à Long Branch (New Jersey) en 1868 un premier studio. En à peine deux ans, ils ont pour clients des riches familles originaires de Philadelphie, comme celle d'Anthony J. Drexel, très liée au président Ulysses S. Grant, qu'ils photographient en 1870. Leur quatrième frère, Oscar Pach (1850-1903), les rejoint en 1873 et devient leur directeur commercial, tandis qu'il ouvre un studio à Manhattan.
En février 1895, un incendie ravage leurs locaux situés au 535-537 Broadway, détruisant une grande partie de leurs premières archives. 
Pach Brothers devient pendant plus de cinquante ans le photographe portraitiste officiel des président américains. Par effet de mode, les plus grandes familles ainsi que de nombreux bourgeois viennent de faire photographier dans leurs studio. Leur clientèle s'élargit aux étudiants des grandes écoles de la Côte Est, aux sportifs, aux artistes, aux musées, et à différents médias (presse, édition, etc.).
L'un des fils de Gotthelf est Walter Pach, célèbre peintre et critique d'art américain, qui travailla pour son père entre 1909 et 1914, comme coloriste d'épreuves : il l'accompagnait lors des prises de vue effectuées au Metropolitan Museum of Art, activité qui eut sans doute une grande influence sur sa carrière.
Le studio est connu pour avoir popularisé l'éclairage au flash à la poudre de magnésium.
L'activité du studio se poursuivit durant plus d'un siècle, ouvrant plus de 17 succursales, sous la direction des descendants des fondateurs, et s'acheva en 1994 — le studio Pach Brothers est historiquement celui qui eut la plus grande longévité dans son domaine.
Deux importantes rétrospectives eurent lieu : la première, intitulée American Personalities Through Seven Decades, en octobre 1937 sur la Cinquième Avenue et la seconde, en 1960, à Grand Central Station.
Une grande partie de leurs archives se trouve au New-York Historical Society.

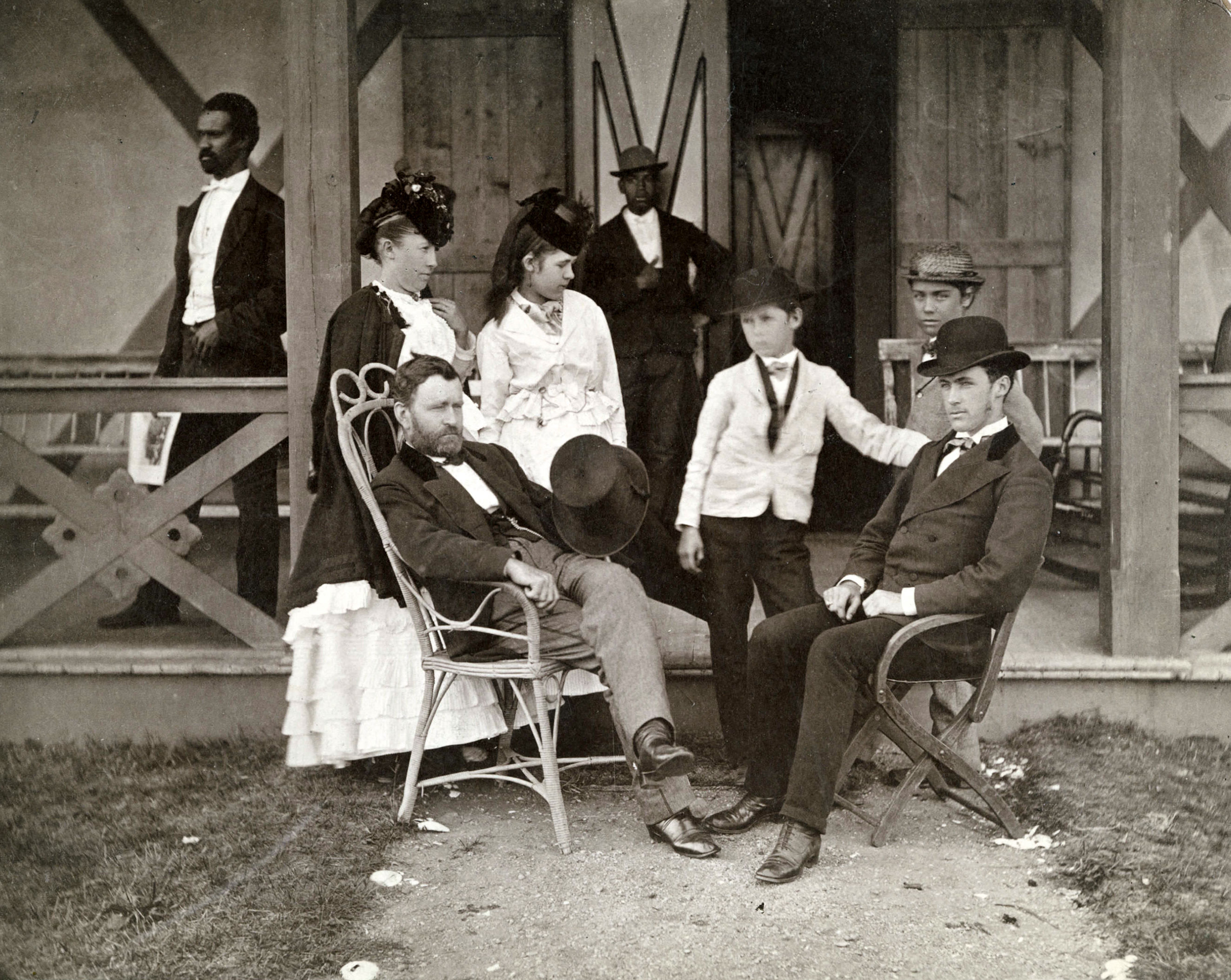
Ulysses S. Grant et sa famille (1870)
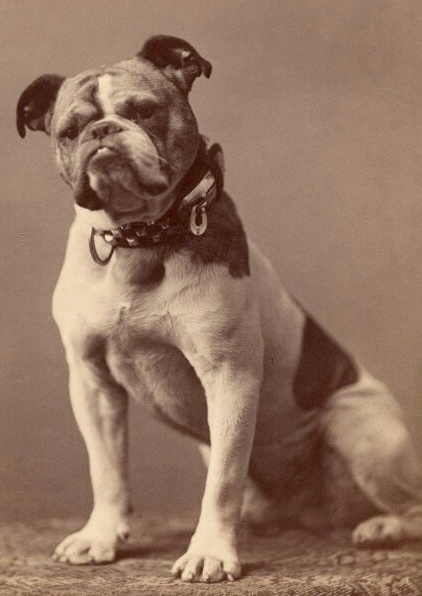
Original Handsome Dan (vers 1889), mascotte de l'équipe de football de l'université de Yale
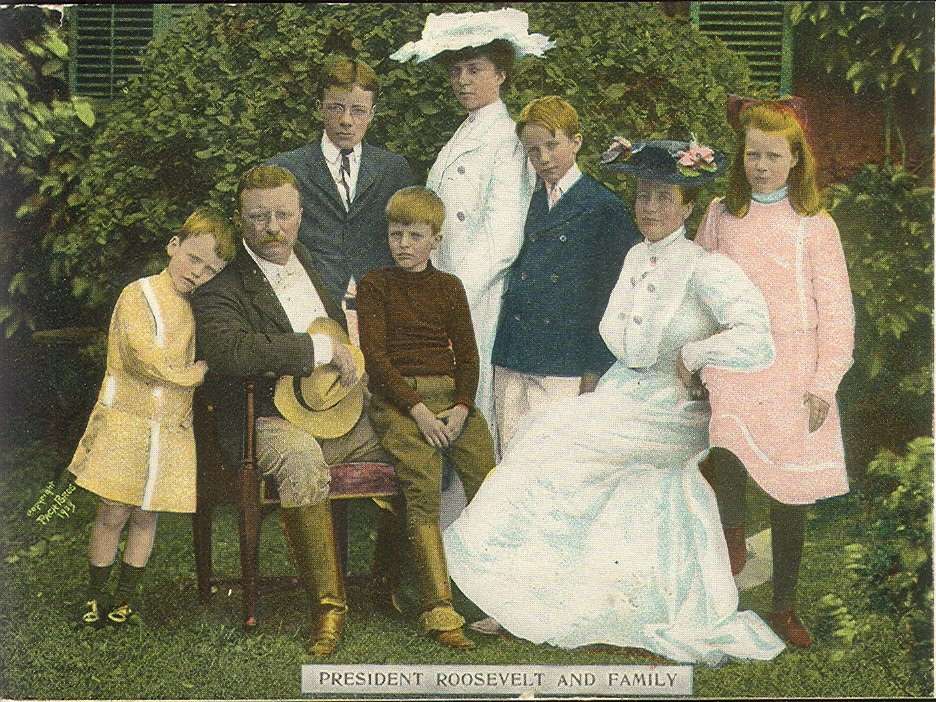
Theodore Roosevelt et sa famille (épreuve colorisée, 1903)
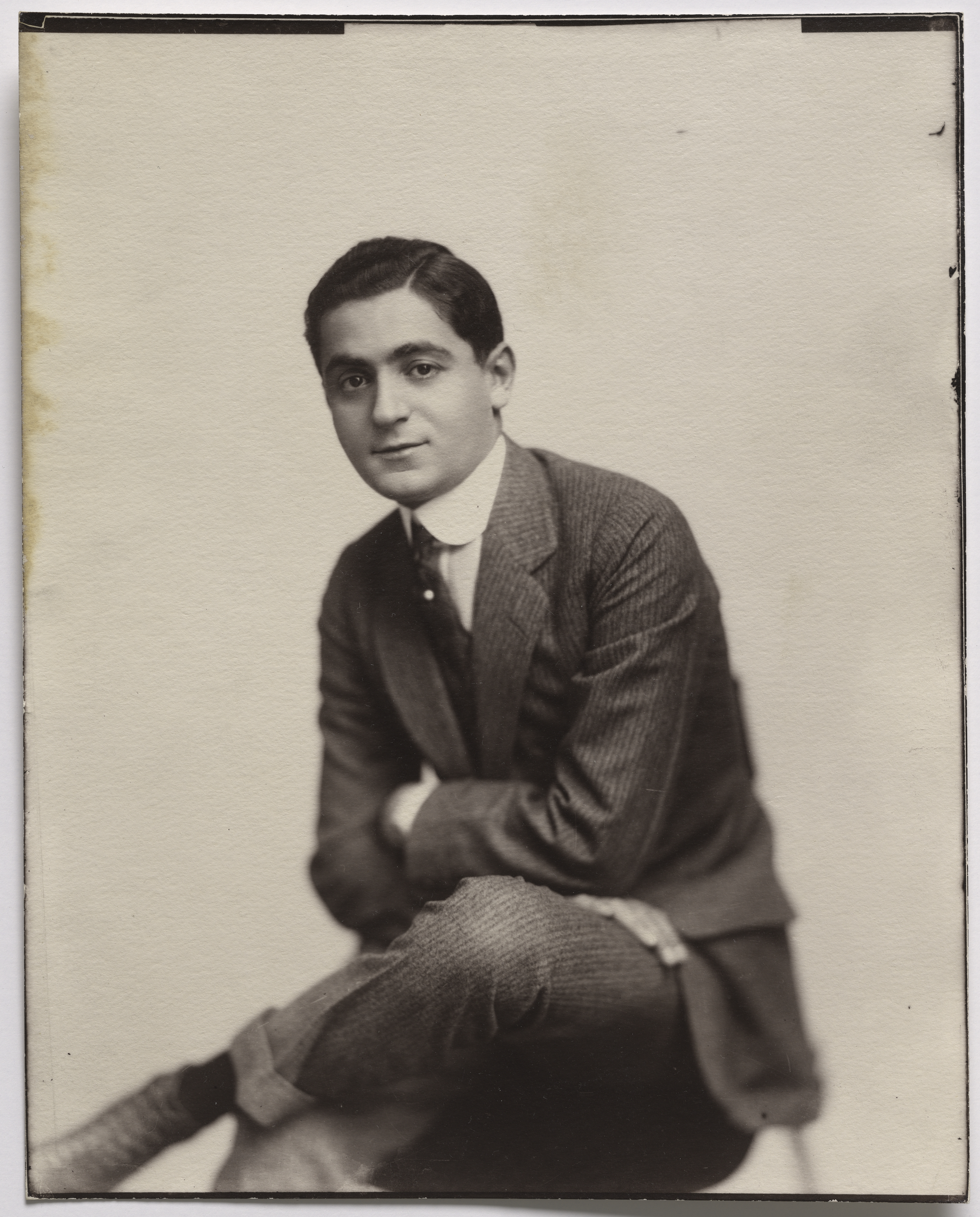
Irving Berlin (1907)
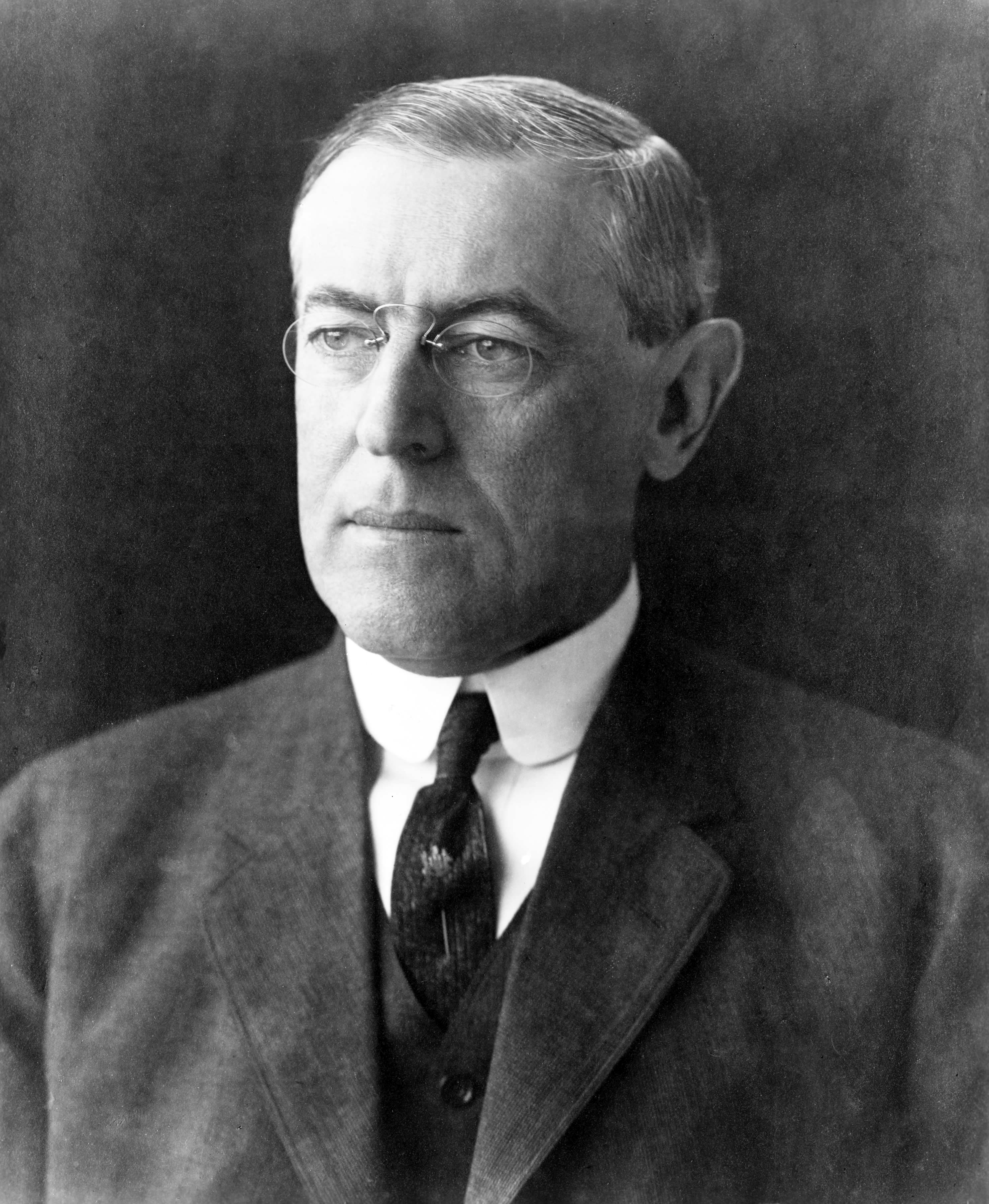
Woodrow Wilson (1912)
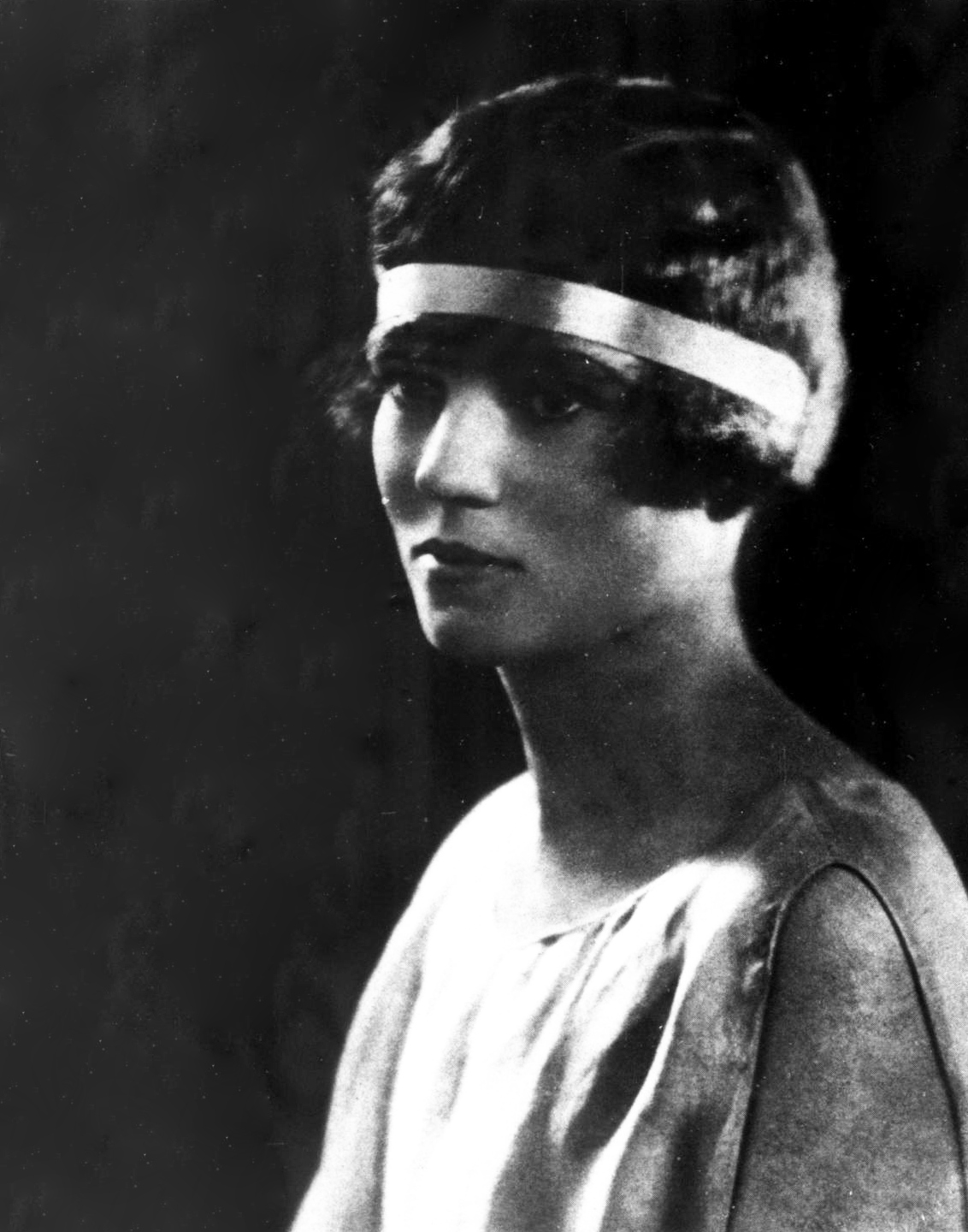
Consuelo II Vanderbilt (1925), pour Harper's Bazaar